# Bisdom León (Spanje)
Het bisdom León (Latijn: Dioecesis Legionensis) is een rooms-katholiek bisdom met als zetel León, hoofdstad van de provincie León gelegen in de autonome regio Castilië en León, in Spanje. Het bisdom is sinds 27 oktober 1954 suffragaan aan het aartsbisdom Oviedo.
Het bisdom heeft een oppervlakte van 9.620 km² en heeft jurisdictie over de katholieke gelovigen van de Latijnse ritus die in een deel van de provincie León in de autonome gemeenschap Castilla y León wonen. De zetel van het bisdom is in de stad León, waar de kathedraal van Santa María de Regla en de basiliek van San Isidoro zich bevinden. In de gemeente Valverde de la Virgen staat de Basiliek van de Virgen del Camino. In 2021 waren er 757 parochies in het bisdom, gegroepeerd in 13 decanaten geleid door aartspriesters.
Op 21 oktober 2020 duidde paus Franciscus Luis Ángel de las Heras Berzal van de Missionarissen Zonen van het Onbevlekt Hart van Maria aan als nieuwe bisschop, hij werd geïncardineerd op 19 december dat jaar.

## Geschiedenis
Het bisdom heeft een oude oorsprong. De eerste historisch gedocumenteerde bisschoppen zijn Basilides en Sabinus, die in het midden van de derde eeuw betrokken waren bij een controverse, genoemd in brief 68 van Cyprianus van Carthago, gericht aan de gemeenschappen van León-Astorga en Mérida. Historici geloven dat het bisdom León in de eerste periode van zijn geschiedenis werd verenigd met het bisdom Astorga. Naast Basilides en Sabinus wijzen de chronologieën ook bisschop Decentius toe aan beide bisdommen, die deelnam aan de Synode van Elvira in 306. Vervolgens, tot het einde van de achtste eeuw, zijn er geen bisschoppen van León bekend, en bovenal is geen van hen gedocumenteerd in de Visigotische periode en in de concilies van die tijd, wat historici ertoe brengt te veronderstellen dat de regio León na de eerste certificeringen deel ging uitmaken van het bisdom Astorga.
Aan het begin van de tiende eeuw werd León de hoofdstad van het Koninkrijk León, en bij die gelegenheid, tijdens het episcopaat van Frunimio II (915-928), werd de eerste kathedraal van Santa María gebouwd, die werd gebouwd op de overblijfselen van de oude Romeinse baden. In 1063 bracht koning Ferdinand I van León de relikwieën van de heilige Isidorus van Sevilla vanuit Sevilla naar León om hun verering te bevorderen. Wat het voorrecht van vrijstelling betreft, wees paus Urbanus II in 1099 bij bul de metropoliet van het aartsbisdom Toledo aan als suffragans aan de bisdommen León, Oviedo en Palencia.
Aan het einde van de twaalfde eeuw werd de bouw van de nieuwe en huidige kathedraal ondernomen door bisschop Manrique de Lara (1181-1205), op de plaats van de vorige, die in de veertiende eeuw werd voltooid. Sinds de middeleeuwen hadden de bisschoppen van León de titel van graaf van Colle en heer van de Arrimadas en Vegamián, waar de mijter, tot de confiscatie, grote bezittingen en het beschermheerschap van alle kerken van deze vicariaten had. Bisschop Luis Almarcha Hernández (prelaat van 1944 tot 1970) deed afstand van die titels.
Na het concordaat van 1851 werd het bisdom suffragaan van het aartsbisdom Burgos. Op 17 oktober 1954 werd met het decreet Quum sollemnibus Conventionibus van de Dicasterie voor de Bisschoppen van 1953 het concordaat van 1953 in de praktijk gebracht, waarbij werd vastgesteld dat de kerkelijke grenzen samenvielen met die van de burgerlijke provincies. Het bisdom León stond meer dan 220 parochies af aan de nabijgelegen zetels Valladolid, Zamora en Palencia, en verwierf er tegelijkertijd bijna 200 van de bisdommen Oviedo, Astorga en Palencia. Op 27 oktober 1954 werd het bisdom onderdeel van de kerkprovincie Oviedo.
Volgens het Annuario Pontificio van 2022 telde het bisdom eind 2021 in totaal 298.480 gedoopte gelovigen.

## Bisschoppen (sinds 1944)
- Luis Almarcha Hernández (10 juli 1944 - 4 april 1970)
- Luis María de Larrea y Legarreta (9 juli 1971 - 16 februari 1979)
- Fernando Sebastián Aguilar, (29 september 1979 - 28 juli 1983)
- Juan Ángel Belda Dardiñá (30 augustus 1983 - 9 februari 1987)
- Antonio Vilaplana Molina (15 maart 1987 - 19 maart 2002)
- Julián López Martín (28 april 2002 - 21 oktober 2020)
- Luis Ángel de las Heras Berzal (19 december 2020 - heden)

Oviedo (aartsbisdom) · Astorga · León · Santander